# ایوانکی (استان پودلاسکی)
ایوانکی (به لهستانی:  Iwanki) یک روستا در لهستان است که در گمینا نارو واقع شده‌است. ایوانکی ۱۱۰ نفر جمعیت دارد.